# Planken
Planken és una localitat del principat de Liechtenstein, la menys poblada del Principat. A 30 de juny del 2019 tenia 478 habitants.